# Кирпичников, Александр Иванович
Алекса́ндр Ива́нович Кирпи́чников (19 [31] августа 1845, Мценск, Орловская губерния, Российская империя — 30 апреля [13 мая] 1903, Москва, Российская империя) — русский историк литературы, филолог, профессор Харьковского, Новороссийского и Московского университетов, член-корреспондент Академии наук.

## Биография
Родился 19 (31) августа 1845 года (указывается также дата 18 августа) в Мценске Орловской губернии в купеческой семье. По окончании в 1861 году с золотой медалью 1-й Московской гимназии поступил на историко-филологический факультет Московского университета, который окончил со степенью кандидата в 1865 году. Как филолог сформировался под сильным влиянием профессора Ф. И. Буслаева.
Сразу по окончании университета стал преподавать в 5-й Московской гимназии. Занимаясь педагогической деятельностью, вместе с тем он весь свой досуг посвящал учёным работам, написав ряд статей по вопросам педагогики и методике преподавания русского языка и литературы. В 1871 году уехал для совершенствования образования за границу; в 1872 году сдал магистерский экзамен; в апреле 1873 года защитил в Московском университете диссертацию на звание магистра истории всеобщей литературы. Выдающиеся качества диссертации «Опыт сравнительного изучения западного и русского эпоса: Поэмы ломбардского цикла», а также других работ способствовали приглашению его на кафедру истории всеобщей литературы в Харьковский университет. В феврале 1877 года он оставил кафедру.
В марте 1878 года вновь выехал за границу и в апреле 1879 года защитил в Санкт-Петербургском университете докторскую диссертацию «Святой Георгий и Егорий храбрый», в которой исследовал источники русских духовных стихотворений. В том же году он стал экстраординарным профессором Харьковского университета. В это время он начал участвовать в издании «Всеобщей истории литературы» В. Ф. Корша.
С апреля 1885 года — ординарный профессор Новороссийского университета в Одессе. В 1894 году избран членом-корреспондентом Академии наук и поселился в Москве. В качестве сверхштатного ординарного профессора Московского университета читал лекции о творчестве русских писателей и по истории всеобщей литературы.
В январе 1898 года назначен штатным ординарным профессором; в 1899—1902 годах — декан историко-филологического факультета Московского университета; в ноябре 1900 года удостоен звания заслуженного профессора.

## Московский период
Московский период был столь же плодотворным, как и предыдущие. Переиздал свои «Очерки по истории новой русской литературы», напечатал ряд статей о Пушкине. Написал критическую биографию Гоголя и подготовил к печати критическое издание его сочинений, участвовал в работах археологических съездов, усиленно работал в комиссии Н. П. Боголепова и при всём этом находил время для помощи студентам, обращавшимся к нему за советом.
В Румянцевском музее занимал должность хранителя древностей (1898—1903) и библиотекаря (1902—1903). Археографическая комиссия при Московском археологическом обществе, а также Русское библиографическое общество при университете (с декабря 1899 года) считали его своим председателем (помощником его был известный библиофил Д. В. Ульянинский).
В 1900-х годах под редакцией А. И. Кирпичникова вышло полное собрание сочинений Н. В. Гоголя в 3-х томах с биографией и приложением в издательстве И. Д. Сытина. В первом томе этого издания был помещён Опыт хронологической канвы, составленный Кирпичниковым.
Умер 30 апреля (13 мая) 1903 года. Похоронен на Ваганьковском кладбище (1 уч.).

## Семья
- сын, Георгий Александрович Кирпичников (? — 26.01.1920) — зоолог по образованию, состоял преподавателем гимназии в Москве, во время Первой мировой войны перешёл на службу в Земский союз, по политическим взглядам был близок к эсерам. После захвата власти большевиками поступил в Добровольческую армию, где работал в Осваге, а затем заведовал военно-политическим отделом штаба Крымско-Азовской армии. После освобождения Одессы был назначен начальником контр-разведывательного отделения штаба войск Новороссии, был застрелен неустановленными террористами в последние дни белой власти в Одессе[6].
- дочь, Мария Александровна Кирпичникова (29.10.1881—16.03.1898)[1]